# Филип Котлер
Филип Котлер (енгл. Philip Kotler; Чикаго, 27. мај 1931) је маркетиншки стручњак. Проглашен је за четвртог менаџмент гуруа свих времена, после Џека Велча, Била Гејтса и Питера Друкера.
Професор је међународног маркетинга на Kellog School of Management универзитета Нордвестерн у Еванстону, у америчкој савезној држави Илиноис. Сматра се пиониром друштвеног маркетинга.
Започео је као економиста, добио је мастерс звање из подручја економије на Чикашком универзитету, а постао је и доктор филозофије. Ту титулу, такође из подручја економије, добио је на Масачусетском технолошком институту. Пост-докторске студије урадио је из две области: математике на Харвардском универзитету и бихевиоралних студија на Чикашком универзитету.

## Доприноси
Филип Котлер је дао велики допринос маркетингу и његовом развоју. Изменио је поглед на маркетинг давши му посебно место (ако не и најважније) у свету пословања. Први је апеловао на потребу другачијег и озбиљнијег погледа бизниса на маркетинг, јер маркетинг, према његовим речима, није само један лукзуан начин продаје, већ је један он најважнијих и најкритичнијих функција предузећа. До тада се маркетинг сматрао синонимом маркетинг микса.

### 4П
Иако није увео појам 4П, како се често мисли (учинио је то Џероми Мекарти), Филип Котлер остаје запамћен као његов велики промотер. Он је такође предложио јавну расправу о проширењу 4П концепта за још три елемента - људи (енгл. people), процес (енгл. process) и физичко окружење (енгл. physical environment) – која су Бумс и Битнер коначно увели у употребу.

### 4Ц
Котлер чини још један корак напред када је маркетинг-микс у питању, наглашавајући потребу прилагођавања 4П концепта самом потрошачу. Тако настаје 4Ц концепт.